# Przemysł w powiecie chojnickim
Przemysł w powiecie chojnickim – drugi dział gospodarki na terenie powiatu chojnickiego. Największym ośrodkiem przemysłowym w powiecie jest miasto Chojnice. Poza tym przemysł rozwinął się również w pozostałych miastach powiatu, a także na wsiach. W latach 60. XX wieku na terenie gmin wiejskich zaczął rozwijać się przemysł. Planowano urbanizację wsi gminnych i odejście od rolnictwa, jako głównego źródła utrzymania ludności.
Głównym gałęziami przemysłu na terenie powiatu to przemysł drzewny, rolno-spożywczy oraz metalowy i maszynowy.

## Ośrodki przemysłowe

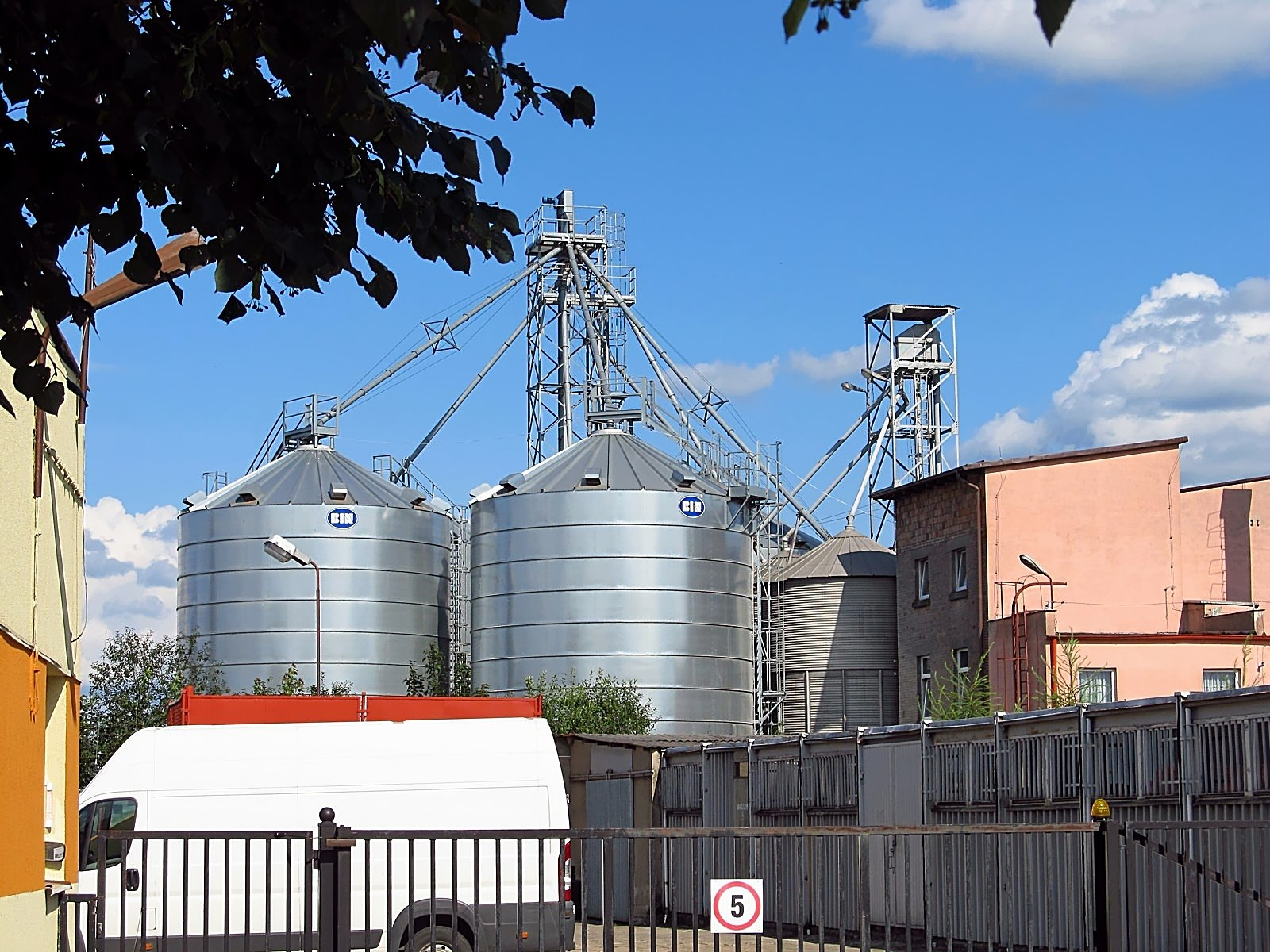
Silosy w Czersku

Największym ośrodkiem przemysłowym w powiecie jest miasto Chojnice. Poza tym przemysł rozwinął się również w pozostałych miastach powiatu, Czersku i Brusach, a także na wsiach. Chojnice są jednymi z najważniejszych ośrodków przemysłowych województwa pomorskiego oraz drugim w podregionie słupskim.

## Historia
W XII i XIII wieku w okolicy Chojnic zaczęło rozwijać się rzemiosło oraz przemysł rolno-spożywczy (młyny, browary).
W XV wieku zaczęły powstawać tartaki. W XVI wieku rozwinęło się sukiennictwo, stanowiąc dominującą gałąź rzemiosła oraz obróbka metali. W XVII wieku nastąpiło załamanie rzemiosła w Chojnicach, szczególnie sukiennictwa, które jednak nadal był czołową gałęzią rzemiosła.
W XVIII wieku rzemiosło sukiennicze się odrodziło. Zaczęły się także rozwijać rzemiosła nowocześniejsze, np. zegarmistrzostwo oraz rozwija się drobny przemysł.
Rewolucja przemysłowa, która zaczęła się w Królestwie Prus w latach 40. XIX wieku, do Chojnic dotarła dopiero w latach 70. Wówczas nastąpił szczytowy okres dynamiki rozwoju Chojnic i powiatu. Jedną z przyczyn tego stanu rzeczy była budowa stacji kolejowej w mieście. Początkowo najlepiej rozwijała się branża maszynowa. Największym przedsiębiorstwami były zakłady Horn oraz Schulz zatrudniające kilkunastu robotników. Firmy te produkowały na rynek lokalny. Na przełomie XIX i XX wieku zaczął rozwijać się przemysł materiałów budowlanych. Powstawały głównie cegielnie i tartaki. A także przemysł rolno-spożywczy i stolarski. Luksusowe meble z Chojnic stały się pierwszym produktem produkowanym poza rynek lokalny. Chojnickie stolarnie dostarczały swoje produkty do Berlina i Królewca, a nawet do Wiednia. W 1908 w Chojnicach znajdowały się trzy drukarnie, zajmujące się również introligatorstwem i sprzedażą książek.
W II RP w powiecie zaczął intensywnie rozwijać się przemysł rolno-spożywczy. Przemysł zaczął rozwijać się wówczas na terenach wiejskich szczególnie w południowej i zachodniej części powiatu.
Po II wojnie światowej przemysł w powiecie szybko się odbudował co spowodowało szybki rozwój Chojnic oraz nieco wolniejszy Czerska. W pierwszych latach powojennych problemem w uruchomieniu przemysłu było znaczne zniszczenie miast oraz brak surowców niezbędnych do rozpoczęcia produkcji. Najszybciej ruszyła odbudowa zakładów zajmujących się produkcją materiałów budowlanych. W latach 60. XX wieku na terenie gmin wiejskich zaczął rozwijać się przemysł. Planowano urbanizację wsi gminnych i odejście od rolnictwa, jako głównego źródła utrzymania ludności. W 1967 udział zatrudnienia w przemyśle wyniósł 41,4% pracujących na terenie powiatu. W samych Chojnicach przemysł rozwijał się wolno.
W latach 70. XX wieku Chojnice stały się ważnym ośrodkiem przemysłu drzewnego. Władze Chojnic starały się o organizację filii bydgoskiego Rometu w bazie POM. W 1973 powstał Mostostal Chojnice, przedsiębiorstwo zajmujące się głównie produkcją konstrukcji stalowych oraz także Zakład Budowy Maszyn „ZREMB” w Chojnicach, będący filią zakładów ZREMB w Solcu Kujawskim. Zakłady te zajmowały się przemysłem ciężkim, metalowym, który wcześniej nie znajdował się w Chojnicach. Działalność tych zakładów spowodowała znaczną zmianę w strukturze zatrudnienia w Chojnicach. W latach 1971–1979 liczba pracujących w przemyśle wzrosła dwukrotnie z czego początkowo większość pracowała w przemyśle rolno-spożywczym.
Transformacja ustrojowa spowodowała znaczne zmiany w gospodarce. Niemalże od razu upadły: Garbarnia, Zakład Produkcji Ram, Chojnickie Przedsiębiorstwo Remontowo-Montażowe Przemysłu Ziemniaczanego, Stocznia Polsport oraz Zakłady Rybne. Pozostałe przedsiębiorstwa zostały skomercjalizowane co jednak nie uchroniło niektórych przed upadkiem. Najlepiej z transformacją poradziły sobie dwa największe zakłady. Mostostal Chojnice będący w grupie kapitałowej Mostostal dzięki zamówieniom zagranicznym (między innymi dach stadionu w Paryżu oraz most w Londynie) zaczął się rozwijać. ZREMB z kolei wygrał przetarg na remont dachu dworca kolejowego w Berlinie. W miejsce upadających zakładów powstawały nowe, które albo szybko upadały, albo odnosiły sukces.
W pierwszej dekadzie XXI wieku nastąpił rozwój przemysłu w powiecie, szczególnie poza Chojnicami. Inwestorami były głównie spółki zagraniczne, które lokowały w Polsce zakłady produkcyjne.

## Gałęzie przemysłu

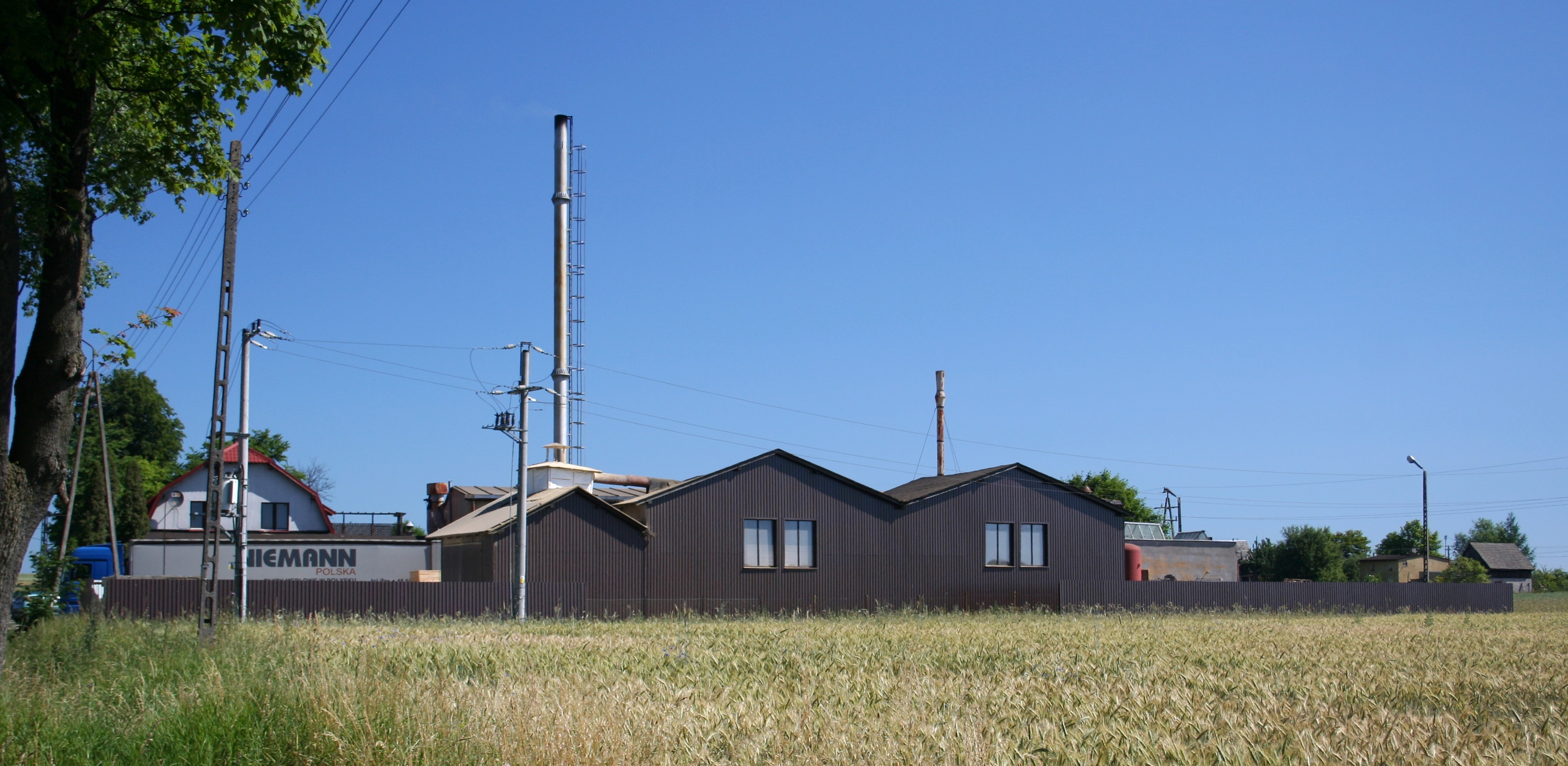
Zakłady stolarskie w Łubnej

Głównym gałęziami przemysłu na terenie powiatu to przemysł drzewny, rolno-spożywczy oraz metalowy i maszynowy.

## Baza surowcowa
Niska jakość gleb w północnej części powiatu powoduje, że znaczna część jest zalesiona. Obszar powiatu ma lesistość na poziomie około 50% jednakże znaczna część jest pod ochroną, co uniemożliwia uzyskiwanie drewna z tej części obszaru.